# Primera División de Uruguay 2018
Primera División de Uruguay 2018, även känt som Primera División Profesional 2018: Ing. Julio César Franzini, var den 117:e säsongen av Uruguays högstaliga Primera División. Det var den 88:e säsongen som ligan hade spelats professionellt. Säsongen bestod av tre delar, Apertura och Clausura samt Torneo Intermedio, som spelades av 15 lag.
Regerande mästare från föregående säsong var Peñarol från Montevideo. Peñarol vann mästerskapet.